# Rhacodiella castaneae
Rhacodiella castaneae är en svampart som först beskrevs av Georges Bainier, och fick sitt nu gällande namn av Peyronel 1919. Rhacodiella castaneae ingår i släktet Rhacodiella och familjen Sclerotiniaceae.   Inga underarter finns listade i Catalogue of Life.